# 有线电视新闻网西班牙语频道
有线电视新闻网西班牙语频道（西班牙語：CNN en Español, CN͠N）是于1997年3月17日开播，由華納媒體运营的一个美洲西班牙语付费新闻频道。

## 历史

### 1997年前的CNN西班牙语频道
1988 年，CNN开始与Noticiero CNN为美国和拉美地区西班牙语受众合作制作西语新闻节目。
1992年，CNN国际新闻网络创办了该台的第一个西班牙语子频道——Noticiero CNN Internacional。其他西班牙语节目包括《新闻》 和《墨西哥新闻》 ，上述节目均由哥伦比亚人帕特里夏·贾尼奥特和乌拉圭人豪尔赫·盖斯托索主持，指导是罗兰多·桑托斯。次年，有线电视新闻网西班牙语广播开台。

### 1997年——开播
1997年3月17日，有线电视新闻网西班牙语频道开始全日广播。此外，该台在布宜诺斯艾利斯和哈瓦那设立记者站。位于古巴首都的记者站是美国组织第一个驻扎在古巴的办事处。

### 2010年的变革
2010年，CNN西班牙语频道更换标志，并重新安排了节目。

## 覆盖范围
CNN西班牙语频道在美洲的西班牙语国家和美国全境均可收视。该频道的部分节目在加拿大联合视讯上联播。委内瑞拉自2017年起可通过YouTube及其官方网站上的网络直播收视CNN西班牙语频道的节目。
2017年2月15日，委内瑞拉国家电信委员会以“该频道就护照欺诈的报道威胁国家和平与民主稳定”为由切断当地CNN西班牙语频道的节目信号。电视业者科纳特尔在2019年4月30日委内瑞拉发生内乱后一度停传CNN国际新闻网络和BBC世界新闻台。而尼加拉瓜政府也基于类似的理由于2022年切断了该国CNN西班牙语频道的节目信号。

## 节目

### 现场报道
CNN西班牙语频道提供部分新闻事件的现场报道，2016年起，频道转播的美国职棒季后赛开始提供西班牙语声道（但画面仍为英语，配音由专门对美国和拉美地区广播的TBS电视网进行）。CNN西班牙语频道至此全天播映新闻节目。

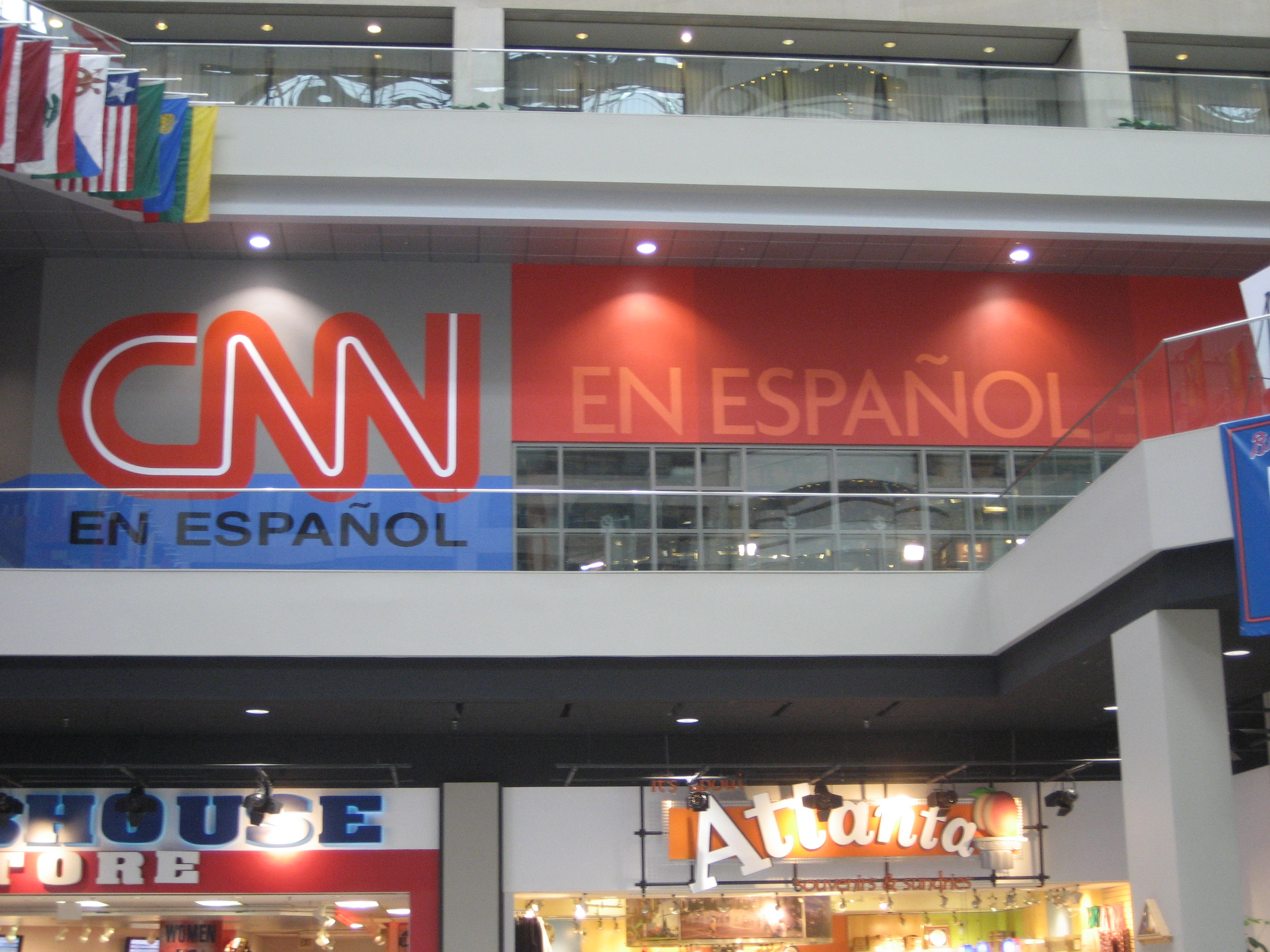
位于佐治亚州亚特兰大的CNN西班牙语频道新闻编辑中心/工作室。

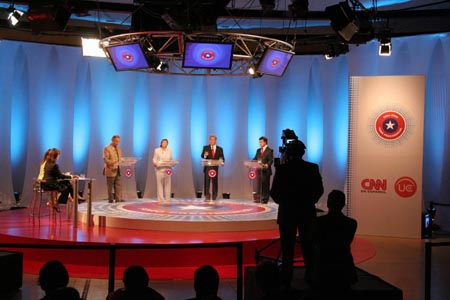
2005年CNN西班牙语频道在智利圣地亚哥举行的总统候选人电视辩论会

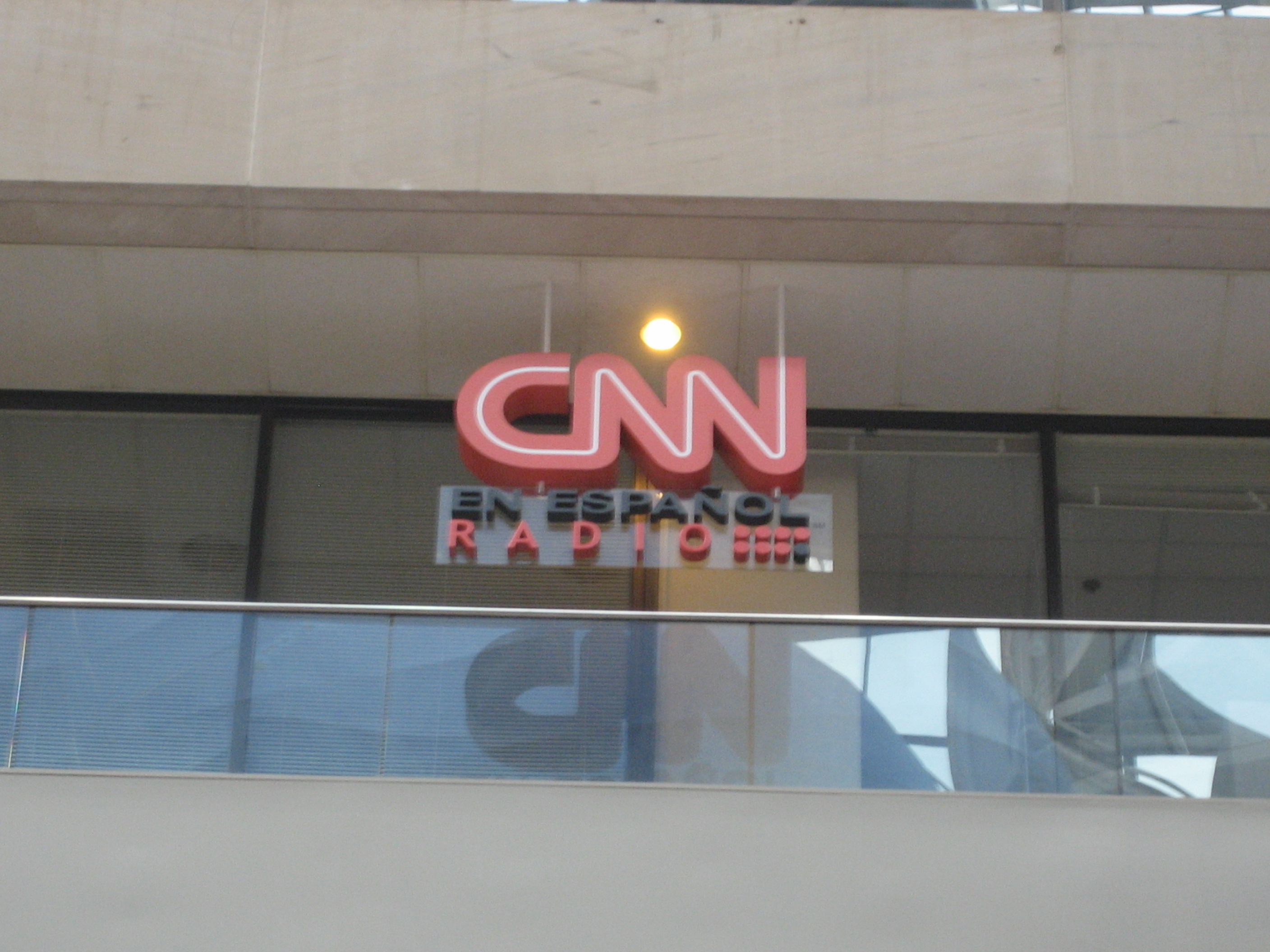
位于亚特兰大的CNN西语广播电台。

## 成员

### 高级副总裁
- 辛西娅·达尔·哈德森-副总裁

### 主播
- 卡门·阿里斯特吉
- 吉列尔莫·阿杜诺
- 塞缪尔·伯克
- 加布里埃拉·弗里亚斯
- 亚历杭德拉·古铁雷斯·奥拉
- 伊丽莎白·佩雷斯
- 卡米洛·埃加纳
- 玛丽拉·恩卡纳西翁
- 费尔南多·德尔林孔
- 泽维尔·塞尔维亚
- 胡安·卡洛斯·阿尔西涅加斯

## 专栏作家
- 安娜·纳瓦罗
- 安德烈斯·奥本海默
- 阿尔瓦罗·莱昂内尔·拉马齐尼·伊梅里
- 艾伦·斯莫里尼斯基
- 奥斯汀·艾弗里
- 卡洛斯·阿尔贝托·蒙塔纳
- 乔凡尼·维森特
- 玛丽亚·卡多纳
- 佩德罗·博达贝里
- 罗伯托·伊苏列塔
- 奥克塔维奥·佩斯卡多
- 西尔维娅·加西亚
- 马塞洛·隆戈巴迪